# Seán Patrick O’Malley
Seán Patrick O’Malley O.F.M Cap. (sinh 1944) là một Hồng y người Hoa Kỳ của Giáo hội Công giáo Rôma. Ông hiện đảm nhận cương vị Hồng y đẳng Linh mục Nhà thờ Santa Maria della Vittoria, Tổng giám mục Tổng giáo phận Boston, Chủ tịch Uỷ ban Bảo vệ Trẻ vị thành niên và là thành viên Hội đồng Hồng y Tư vấn, một Hội đồng do Giáo hoàng Phanxicô thành lập năm 2013 để cùng giáo hoàng cai quản Giáo hội Hoàn vũ. Trước đó, hồng y O'Malley cũng từng là Giám mục chính tòa các giáo phận Saint Thomas, Palm Beach, Fall River.

## Tiểu sử

### Thân thế và thời linh mục
Hồng y O'Malley sinh ngày 29 tháng 6 năm 1944 tại Ohio, lớn lên ở miền tây Pennsylvania. Ông bắt đầu con đường tu hành của mình bằng cách gia nhập tiểu chủng viện dòng Phanxicô vào năm 12 tuổi. Sau khoảng thời gian dài tu học, ngày 29 tháng 8 năm 1970, ông được phong chức linh mục bởi Giám mục John Bernard McDowell, Giám mục Phụ tá Giáo phận Pittsburgh, trở thành linh mục dòng Anh Em Hèn Mọn Capuchin. Linh mục O'Malley ở lại dạy trường Đại học Công giáo và thành lập trung tâm cho người Hispanics (Centro Hispano Católico), một tổ chức giúp đỡ những người nhập cư.

### Giám mục
Ngày 30 tháng 5 năm 1984 Tòa Thánh loan tin chọn linh mục 40 tuổi Sean Patrick O'Malley làm Giám mục Phó Giáo phận Saint Thomas thuộc Quần đảo Virgin. Lễ Tấn phong cho tân giám mục được cử hành sau đó vào ngày 2 tháng 8. Giám mục Chủ phong là: Edward John Harper, C.SS.R., Giám mục chính tòa Saint Thomas. Hai giám mục phụ phong là James Aloysius Hickey, tổng giám mục Washington và Eugene Antonio Marino, S.S.J., Giám mục Phụ tá Washington. Tân giám mục chọn khẩu hiệu:Quodcumque dixerit facite Ngày 16 tháng 10 năm 1985, ông kế nhiệm trở thành Giám mục chính tòa Giáo phận.
Ngày 16 tháng 6 năm 1992, Tòa Thánh công bố thuyên chuyển Giám mục O'Malley làm Giám mục chính tòa Giáo phận Fall River, thuộc bang Massachusetts. Ông đã đến đây nhận ngai tòa của mình sau đó vào 11 tháng 8. Mười năm sau đó, ngày 3 tháng 9 năm 2002, Tòa Thánh công bố việc thuyên chuyển Giám mục O'Malley làm Giám mục chính tòa Giáo phận Palm Beach, bang Florida. Ngày 19 tháng 10 cùng năm, ông chính thức nhậm chức vụ này.

### Tổng giám mục rồi Hồng y
Ngày 1 tháng 7 năm 2003, Tòa Thánh quyết định thăng Giám mục O'Malley làm Tổng giám mục Tổng giáo phận Boston. Ông chính thức nhậm chức vào ngày 30 tháng 7 cùng năm. Trong Công nghị Hồng y năm 2006 cử hành ngày 24 tháng 3, Giáo hoàng Biển Đức XVI vinh thăng Tổng giám mục O'Malley tước Hồng y Nhà thờ Santa Maria della Vittoria. Ông đã đến nhận Nhà thờ Hiệu tòa này ngày 1 tháng 10 sau đó. Hồng y O'Malley được đánh giá cao trong việc "làm trong sạch" Tổng giáo phận Boston sau khi ông kế vị Hồng y Bernard Law, sau những vụ cáo buộc về những lạm dụng tình dục của hàng giáo sĩ và về những che đậy sau đó. Vào tháng 1 năm 2012, kỷ niệm 10 năm cuộc khủng hoảng trên, vị Hồng y Sean O'Malley vẫn cho rằng ưu tiên hàng đầu của ông vẫn là tiếp tục tiếp cận và chăm sóc cho các nạn nhân của việc lạm dụng tình dục và "làm tất cả những gì khả thi để cho tình trạng lạm dụng này không bao giờ xảy ra nữa".
Sau khi lên ngôi Giáo hoàng, Tân Giáo hoàng Phanxicô thiết lập Hội đồng Hồng y Tư vấn đế trợ giúp cai quản Giáo hội Công giáo. Hồng y O'Malley được chọn làm thành viên của Hội đồng gồm 9 Hồng y này. Ngày 22 tháng 3 năm 2014, ông trở thành thành viên Uỷ ban Bảo vệ Trẻ vị thành niên, trước khi trở thành Chủ tịch Ủy ban này ngày 10 tháng 9 cùng năm.

## Tính cách
Hồng y O'Malley là một tu sĩ khiêm tốn, thích mặc áo choàng nâu đơn giản của Dòng Capuchin và muốn được gọi bằng 'tên thánh' của mình là 'Hồng y Seán' (Gioan).
Hồng y O'Malley sử dụng thông thạo các phương tiện truyền thông, dùng Twitter và blog để kết nối với giáo dân để thực thi công việc truyền giáo. Ông là hồng y đầu tiên trên thế giới có một trang blog cá nhân từ năm 2006 sau một chuyến viếng thăm Rôma. Ông có bằng thạc sĩ về giáo dục tôn giáo và bằng Tiến sĩ về văn học Tây Ban Nha và Bồ Đào Nha từ Đại học Công giáo Hoa Kỳ ở Washington (Catholic University of America).